# Castelnuovo di Farfa
Castelnuovo di Farfa é uma comuna italiana da região do Lácio, província de Rieti, com cerca de 920 habitantes. Estende-se por uma área de 9 km², tendo uma densidade populacional de 102 hab/km². Faz fronteira com Fara in Sabina, Mompeo, Montopoli di Sabina, Poggio Nativo, Salisano, Toffia.

## Demografia
| Variação demográfica do município entre 1861 e 2011                               |
|                                                                                   |
| Fonte: Istituto Nazionale di Statistica (ISTAT) - Elaboração gráfica da Wikipedia |